# Santa Clara de Olimar
Santa Clara de Olimar é uma cidade do Uruguai, situada no departamento de Treinta y Tres. É a cidade de maior altitude do departamento.	